# إنغريد لارسن
إنغريد لارسن (بالدنماركية: Ingrid Larsen) هي لاعب شطرنج دنماركية، ولدت في 1 يوليو 1909، وتوفيت في 25 فبراير 1990.

## وصلات خارجية
- إنغريد لارسن على موقع مباريات الشطرنج (الإنجليزية)
- إنغريد لارسن على موقع 365Chess.com (الإنجليزية)
- إنغريد لارسن على موقع Chesstempo.com (الإنجليزية)
- إنغريد لارسن سجل أولمبياد الشطرنج للسيدات على موقع OlimpBase.org (الإنجليزية)